# 霾

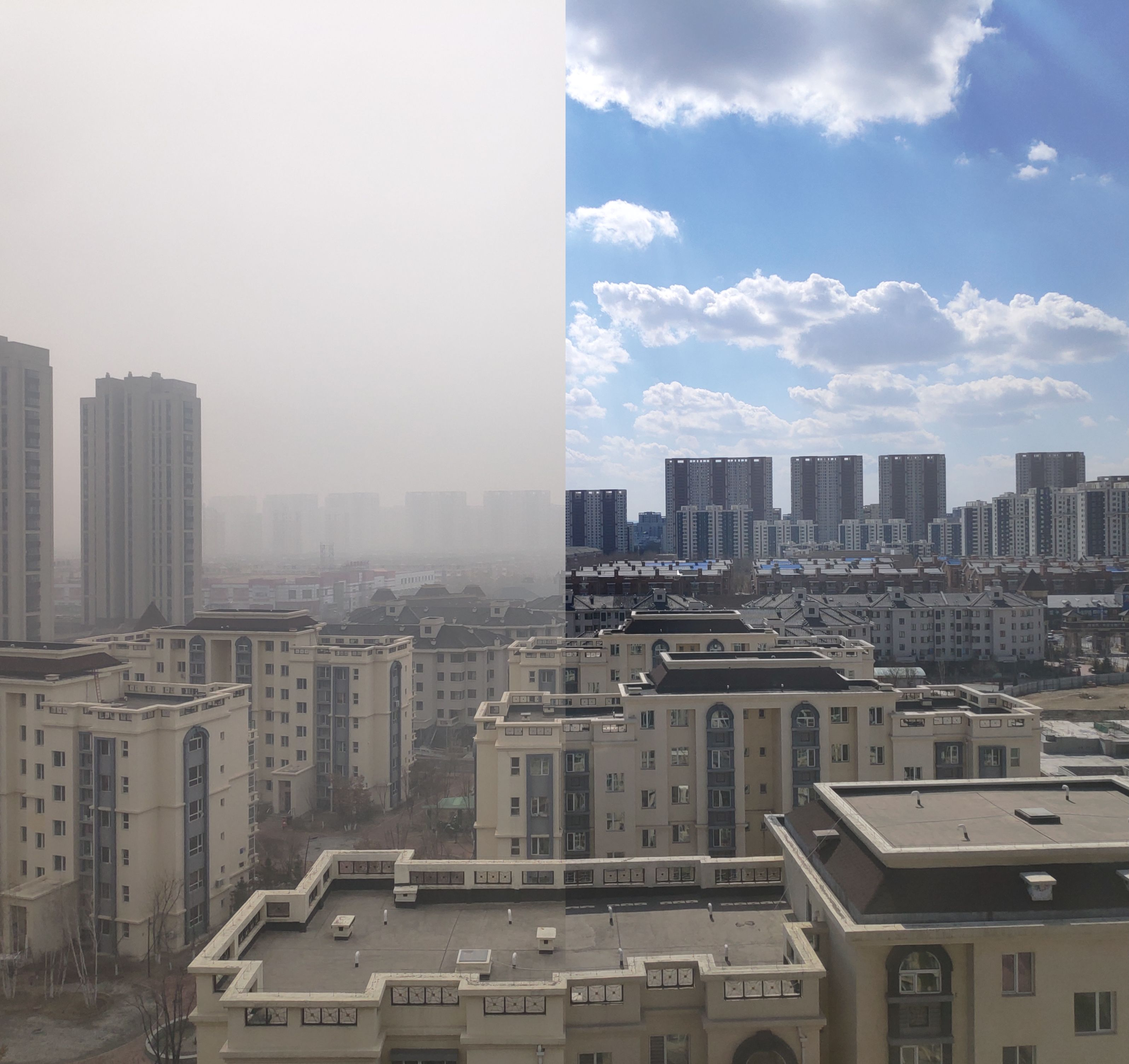
中國遼寧省凡河镇雾霾天与晴天的对比，兩幀影像的拍攝時間相隔十天

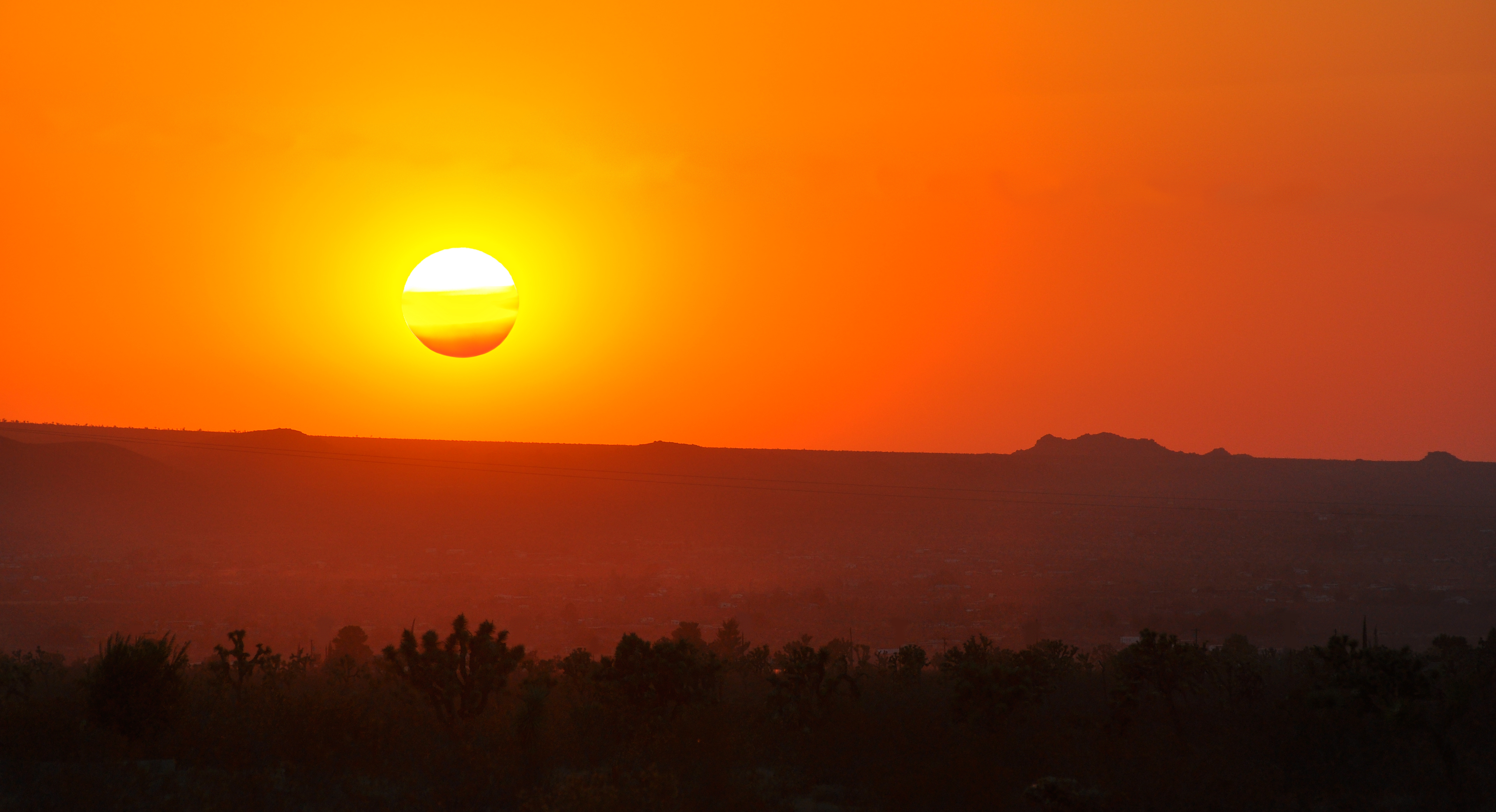
逐漸沒入厚霾的夕陽，攝於2016年夏季美國加州大火期間

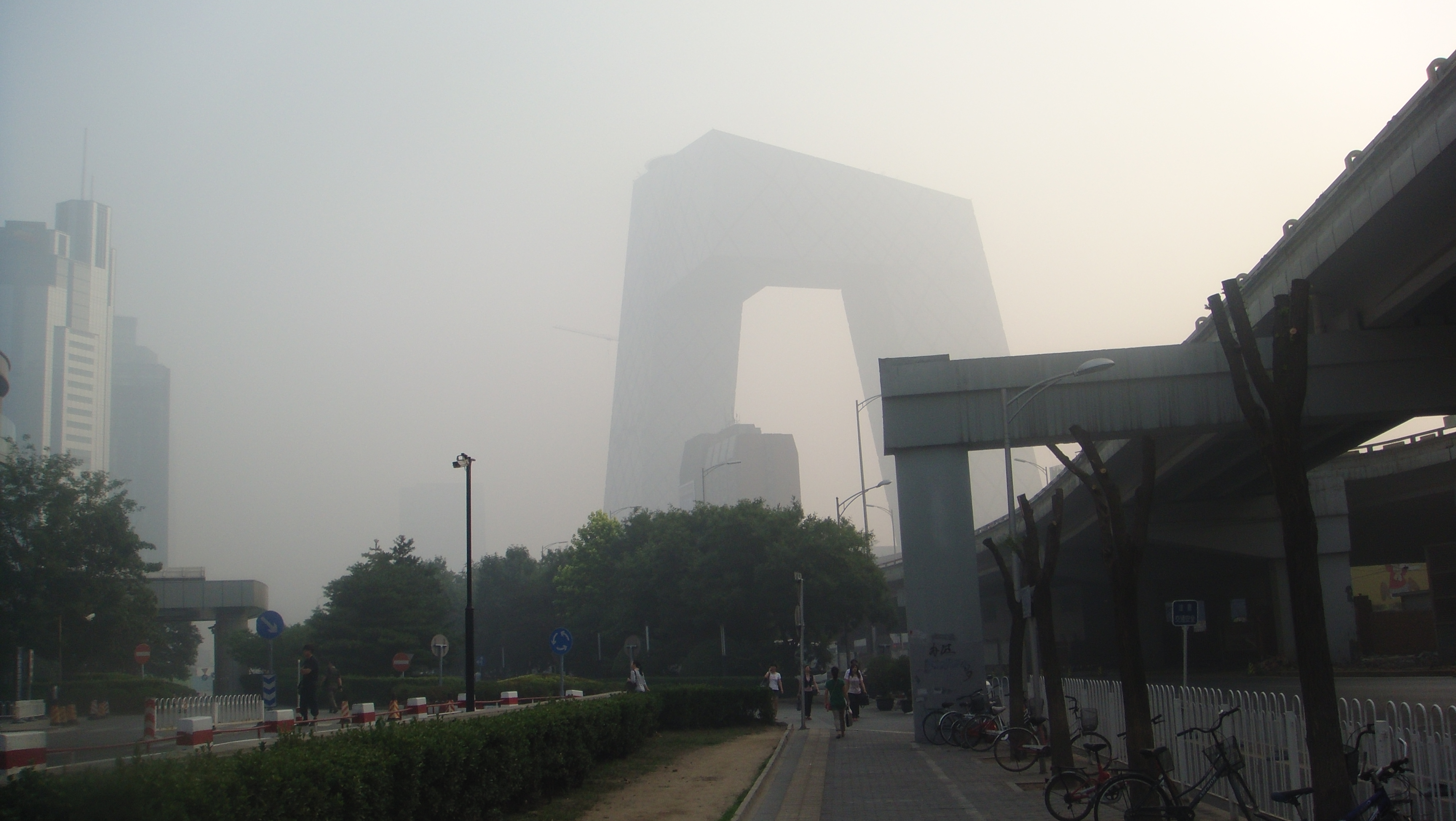
雾霾中的中央广播电视总台光华路办公区。

霾（又稱霧霾、烟霾、煙霞等）是一種由固体颗粒形成的空氣污染，其核心物质是空气中悬浮的灰尘颗粒，气象学上称为氣膠颗粒。霾中含有数百种大气化学颗粒物质，它们在人们毫无防范的时候侵入人体呼吸道和肺叶中，从而引起呼吸系统疾病、心血管系统疾病、血液系统、生殖系统等疾病，诸如咽喉炎、肺气肿、哮喘、鼻炎、支气管炎等，长期处于这种环境还会诱发肺癌、心肌缺血及损伤；霧霾的危害如同吸菸
。而霾也常常引发交通事故。1952年伦敦烟雾事件造成了超過4,000人死亡，數萬人罹患肺部疾病。
煙霞的成因與逆溫層的出現有關。在一般情況，地面氣溫較半空為暖，因此空氣會上升並在半空散開。但若上升的暖空氣遇到逆溫層的出現時，空氣不能上升而造成累積，形成煙霞。
中国把灰霾数据纳入空气质量评价标准，修改完善的，把造成灰霾天气的PM2.5纳入评价指标。特別是北方各地區也推出了控制範圍，京津冀地區於2017年將其控制在73左右。

## 词源
- 《說文》：「風雨土也。从雨貍聲。」
- 《釋名》：「霾，晦也。言如物塵晦之色也。」
- 《埤雅》：「霾下也。」
- 《爾雅·釋天》：「風而雨土爲霾。」
- 《疏》：「孫炎曰：『大風揚塵，土從上下也。』」
- 《詩·邶風》：「終風且霾。」
- 《傳》：「霾，雨土也。」[9]

「霞」本身是指光線經地平線上空的空氣分子、水氣和塵埃雜質的散射後的色彩。因此，把塵埃或煙屑形成的一片阻礙視線的啡、灰色稱為「煙霞」美化此現象。

## 定义
霾是悬浮在大气中的大量微小尘粒、烟粒或盐粒的集合体，例如：空气中的灰尘、硫酸、硝酸、有机碳氢化合物等，使大气混浊，导致能见度恶化，根據中華人民共和國氣象局規定，如果水平能见度小于10公里时，将这种非水成物组成的气溶胶系统造成的视程障碍称为霾（haze）或灰霾（dust haze)、又稱為大气棕色云。
霾一般呈乳白色，它使物体的颜色减弱，使远处光亮物体微带黄红色，而黑暗物体微带蓝色。组成霾的粒子极小，不能用肉眼分辨。当大气凝结核由于各种原因长大时也能形成霾。在这种情况下水汽进一步凝结可能使霾演变成轻雾、雾和云。霾主要由气溶胶组成，它可在一天中任何时候出现。

## 致因

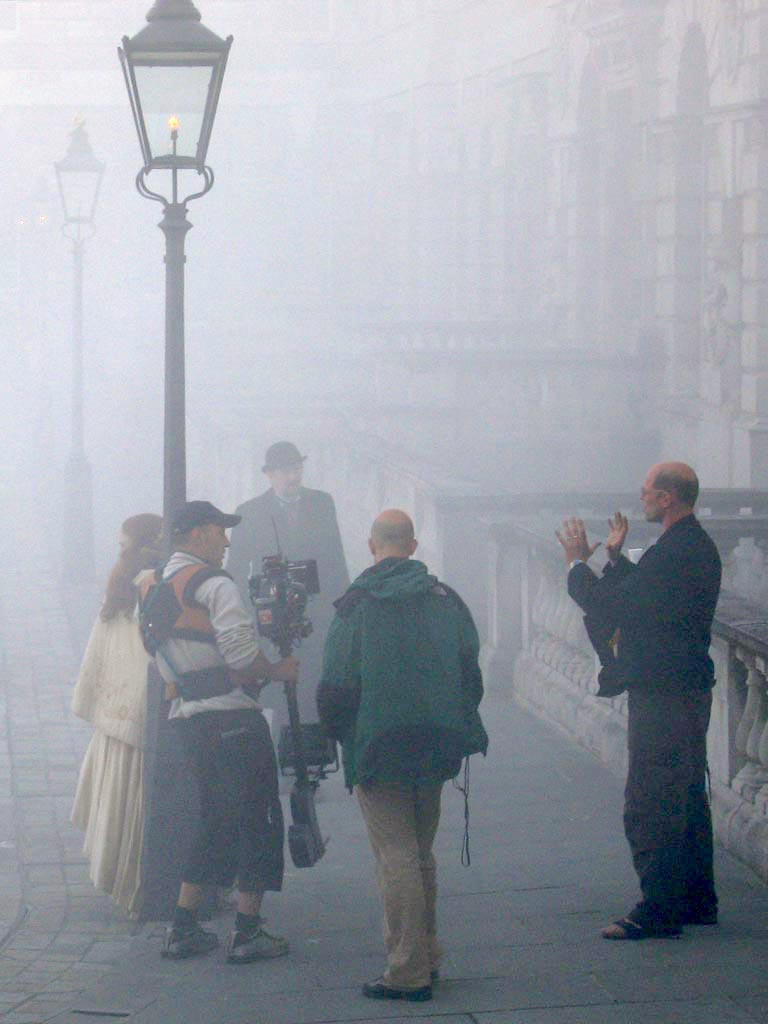
在一部劇本的拍片現場中，模擬出來的維多利亞時代厚重霧霾，當時倫敦有大量的煤炭汙染物排放，霧都也成為了大英帝國工業實力的一種時代象徵，相似的名號不久由紐約所繼承。

霾不是一種自然现象，當水平风減弱時，不利于大气污染物向城区外围扩展稀释，容易累積高浓度污染，再加上發生逆温现象，汙染物無法對流至高空，就形成霾。
而大气污染物的來源多樣，例如汽车排放的廢氣、工业排放、道路扬尘、建筑施工扬尘、工业粉尘、垃圾焚烧，甚至火山喷发等。

### 煤炭
燃煤可以用于个人居家取暖，或是电厂产电，会导致烟雾弥漫，制造雾霾。英国中世纪就有以此为来源的空气污染。
特别是伦敦在十九世纪中都因燃煤雾霾而臭名昭著，得名豆子汤（pea-soupers）、倫敦煙霧（London smog、London fog）。
这样的空气污染依然在一些燃煤地区成问题，如2013年中国东北雾霾事件，导致公路、学校和机场、碼頭关闭。

### 交通排放

2008年前的德国路标，Verkehrsverbot bei Smog （雾霾情况禁止开车）

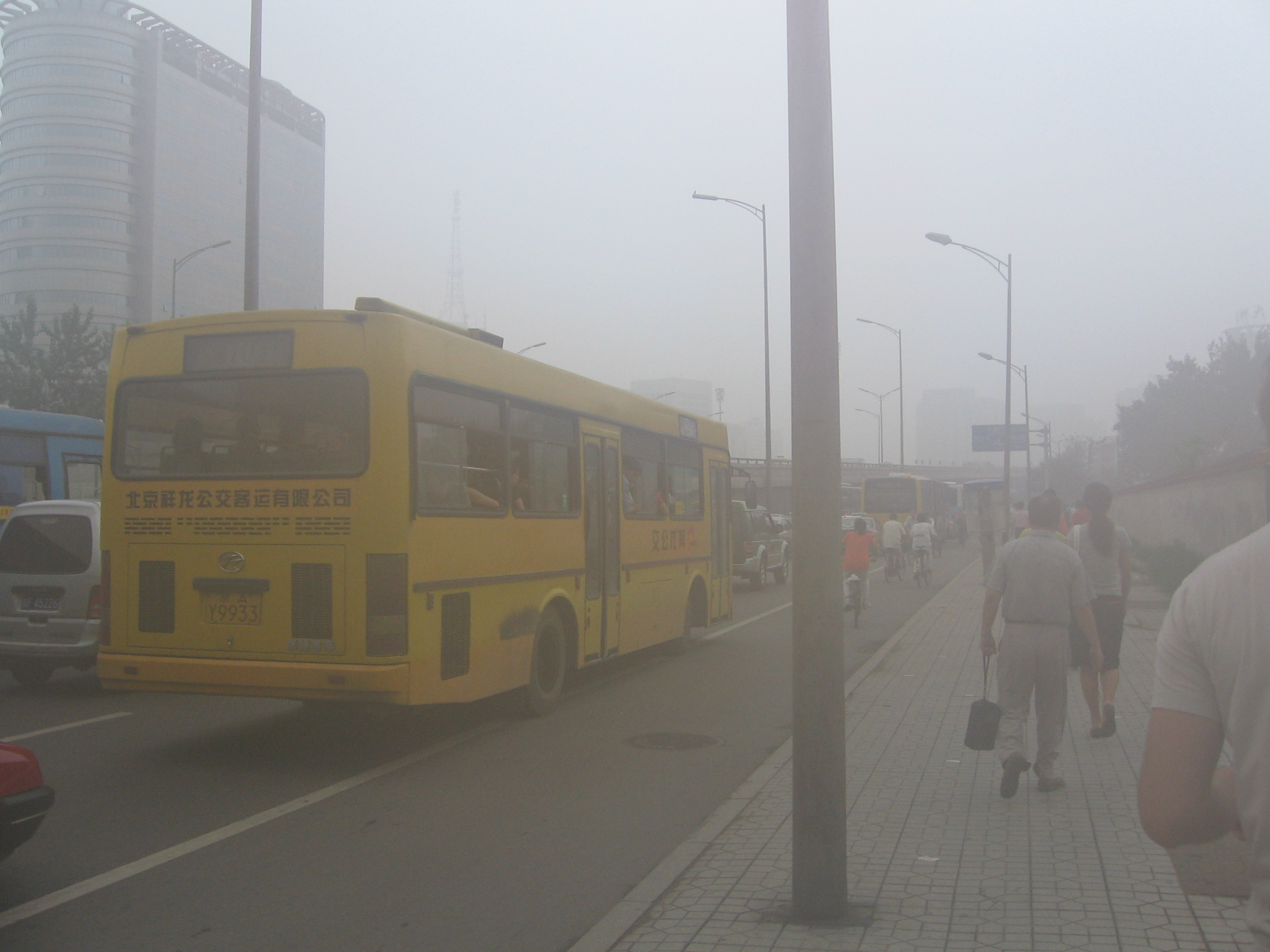
雾霾中的一辆北京公交车

交通排放——例如卡车、巴士、汽车、摩托车——都会造成污染。机动车排气系统副产品也会导致空气污染，是造成许多大城市雾霾的主要因素。
交通污染主要因素有一氧化碳（CO）、氮氧化合物（NO和NO2）、挥发性有机物、二氧化硫、和烃类。这些分子与阳光、热气、氨水、雾水和其他物质混合，形成毒雾、地面臭氧等颗粒物，组成雾霾。

### 光化学雾霾
光化学雾霾是一种淡紅紫色的雾霾，汽车尾气和工厂废气里含大量氮氧化物和碳氢化合物，这些气体在阳光和紫外线作用下，会发生光化学反应，产生光化学烟雾。它的主要成分是一系列氧化剂，如臭氧、醛类、酮等，毒性很大，对人体有强烈的刺激作用，严重时会使人出现呼吸困难、视力衰退、手足抽搐等现象。

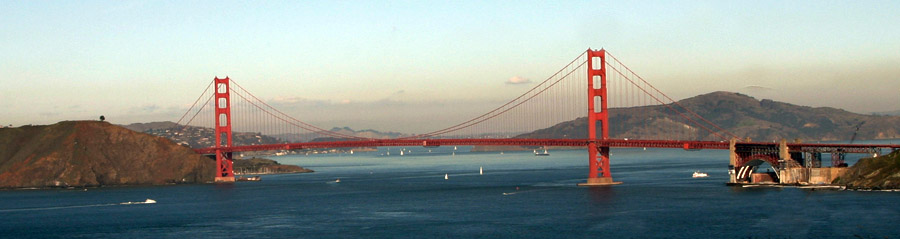
美國加州金門大橋後方的紅色霧就是燃燒汽油所排放的NO_{x}，在光的作用下成為汙染物質，由於北美汽車難以限制，這種霧霾時至今日仍困擾著美國的大城市。

## 危害

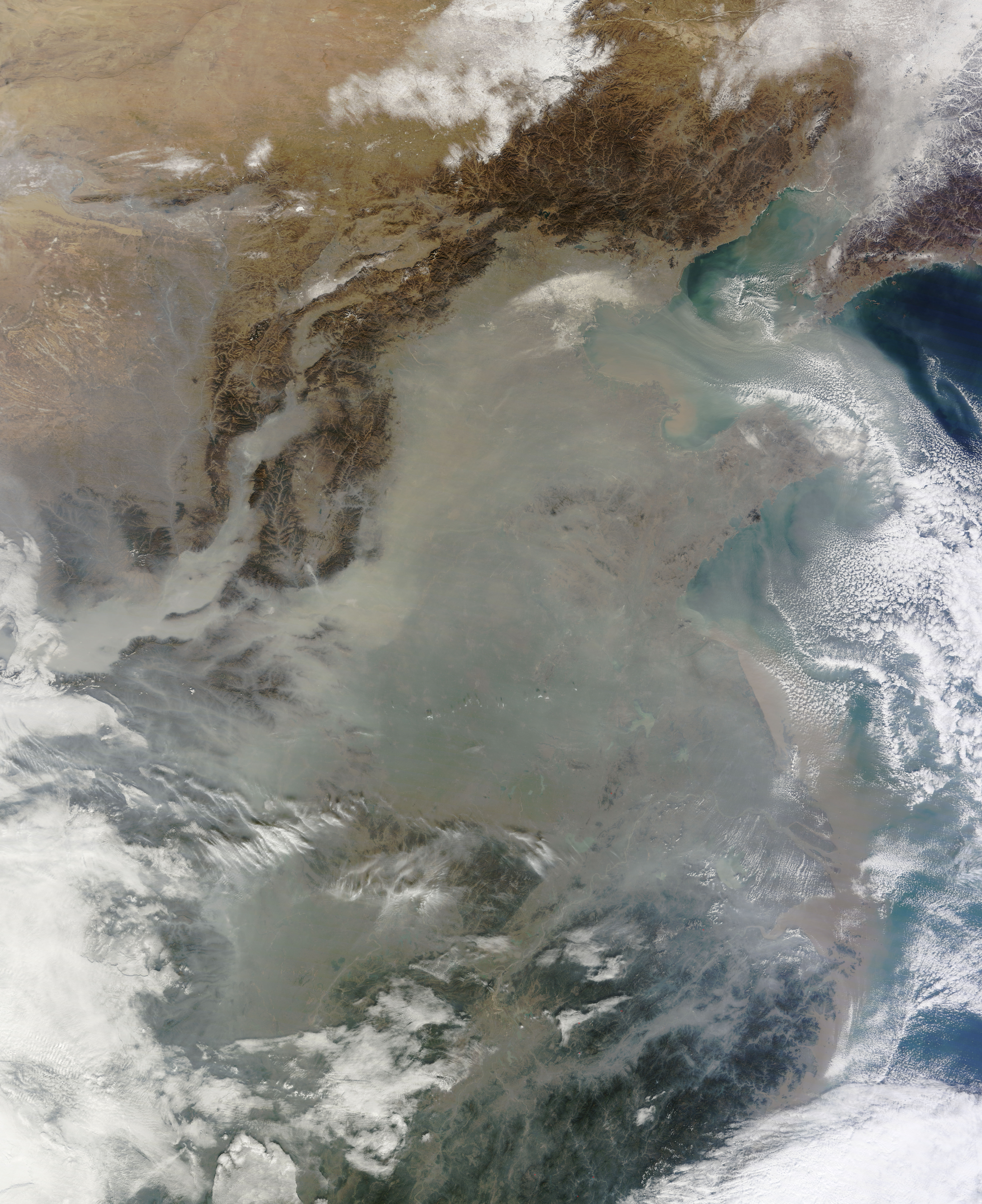
MODIS於2013年12月下旬拍攝的中國東部，顯示整個華北平原都被霧霾覆蓋

霾的组成成分复杂，包括数百种大气颗粒物。其中有害人类健康的主要是PM10，如矿物颗粒物、海盐、硫酸盐、硝酸盐、有机气溶胶粒子等，而PM2.5，因為顆粒過於細微無法被鼻子的纖毛及咽喉之黏液過濾，它能直接进入并粘附在人体上下呼吸道、肺叶、肺泡中，乃至進入血管隨血液循環至全身。引起鼻炎、支气管炎等呼吸系統病症，或是提高心血管系統疾病發生的機率，长期处于这种环境甚至會诱发肺癌。
由于太阳中的紫外线是人体合成维生素D的惟一途径，紫外线辐射的减弱直接导致小儿佝偻病高发。另外，紫外线是自然界杀灭大气微生物如细菌、病毒等的主要武器，灰霾天气导致近地层紫外线的减弱，易使空气中的传染性病菌的活性增强，传染病增多。
除了影響生理，長期的灰霾天气容易让人产生悲观情绪，如不及时调节，很容易失控。而如果霾造成能見度大降，會讓交通阻塞，事故频发。

## 與霧的區別
| 性質         | 霧             | 霾                |
| ------------ | -------------- | ----------------- |
| 相對溼度     | 100%           | 小於80%           |
| 厚度         | 10-200公尺     | 1-3公里           |
| 粒子尺度     | 1微米到100微米 | 0.001微米到10微米 |
| 粒子平均直徑 | 10-20微米      | 1－2微米          |
| 顏色         | 乳白色或青白色 | 黄色或橙灰色      |

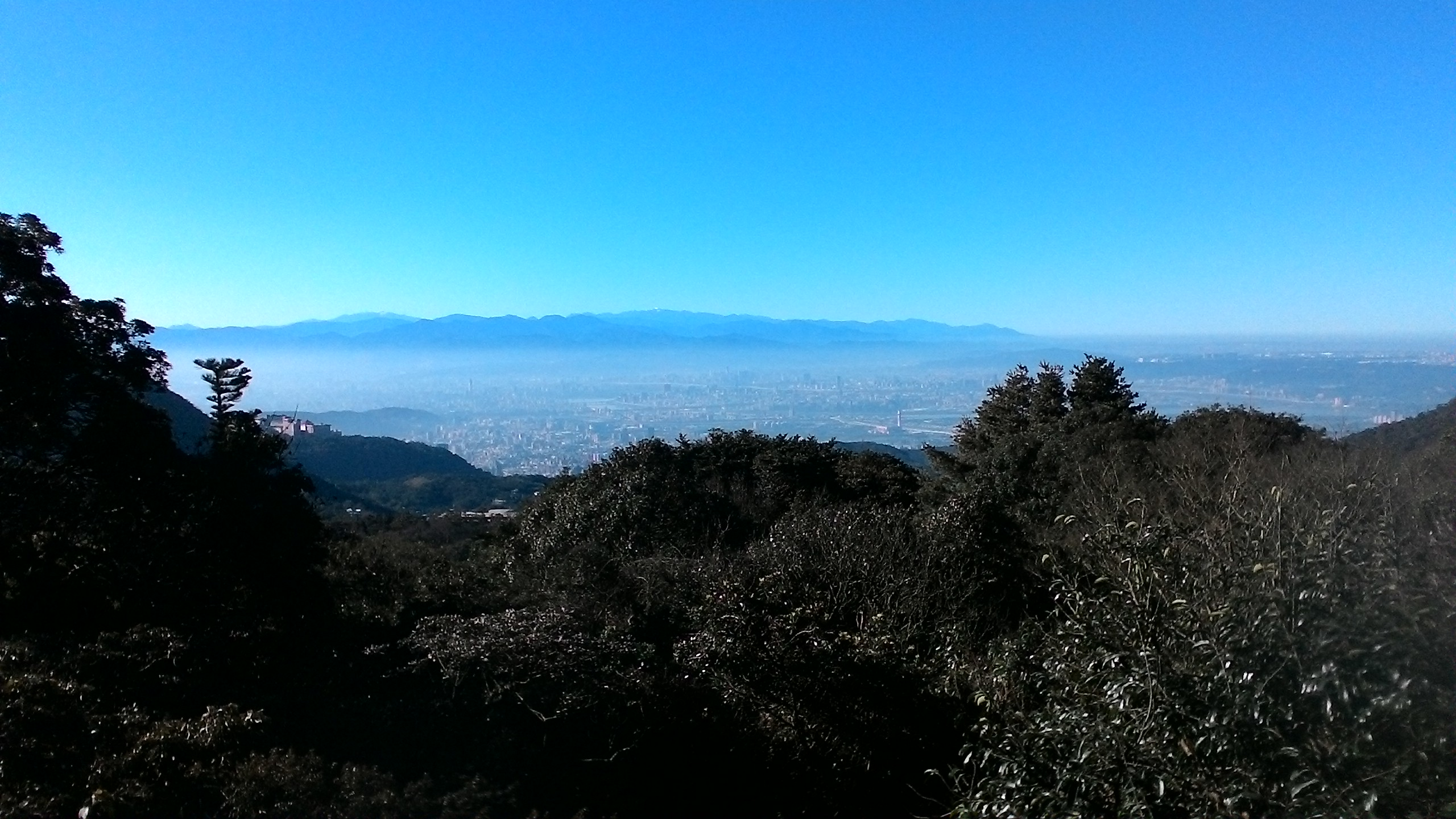
上午8點

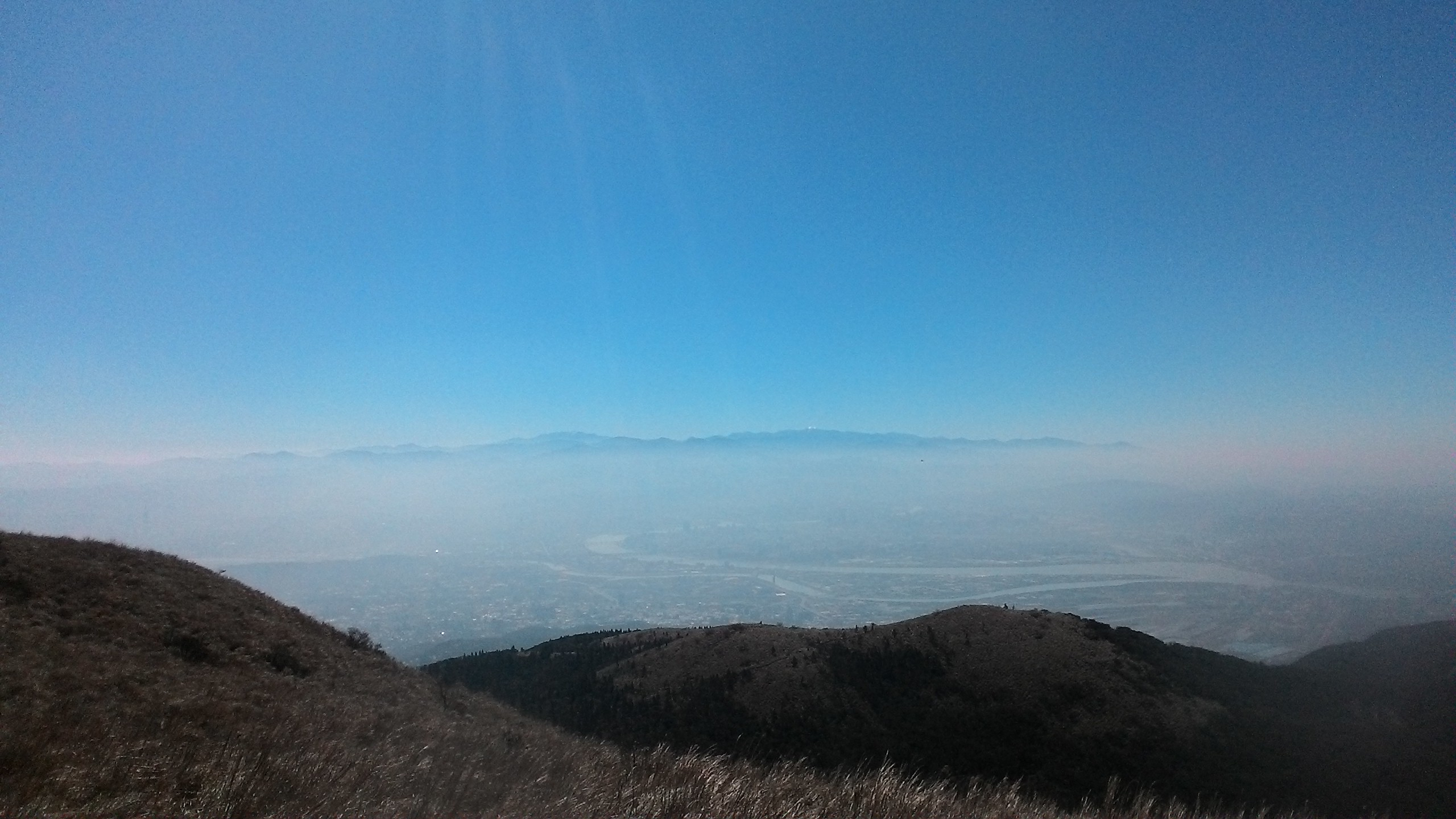
中午12點

发生霾时相对湿度不大，而雾中的相对湿度是饱和的。一般相对湿度小于80%时的大气混浊视野模糊导致的能见度恶化是霾造成的，相对湿度大于90%时的大气混浊视野模糊导致的能见度恶化是雾造成的，相对湿度介于80-90%之间时的大气混浊视野模糊导致的能见度恶化是霾和雾的混合物共同造成的，但其主要成分是霾。霾与雾、云不一样，与晴空区之间没有明显的边界，霾粒子的分布比较均匀。